# Taira család
A Taira család (平氏, Hei-shi) egy szamurájokból álló nagycsalád volt Japánban. A család neve a 9. század elején tűnt fel először és hamarosan mély nyomot is hagyott Japán történelmében.

## Taira család

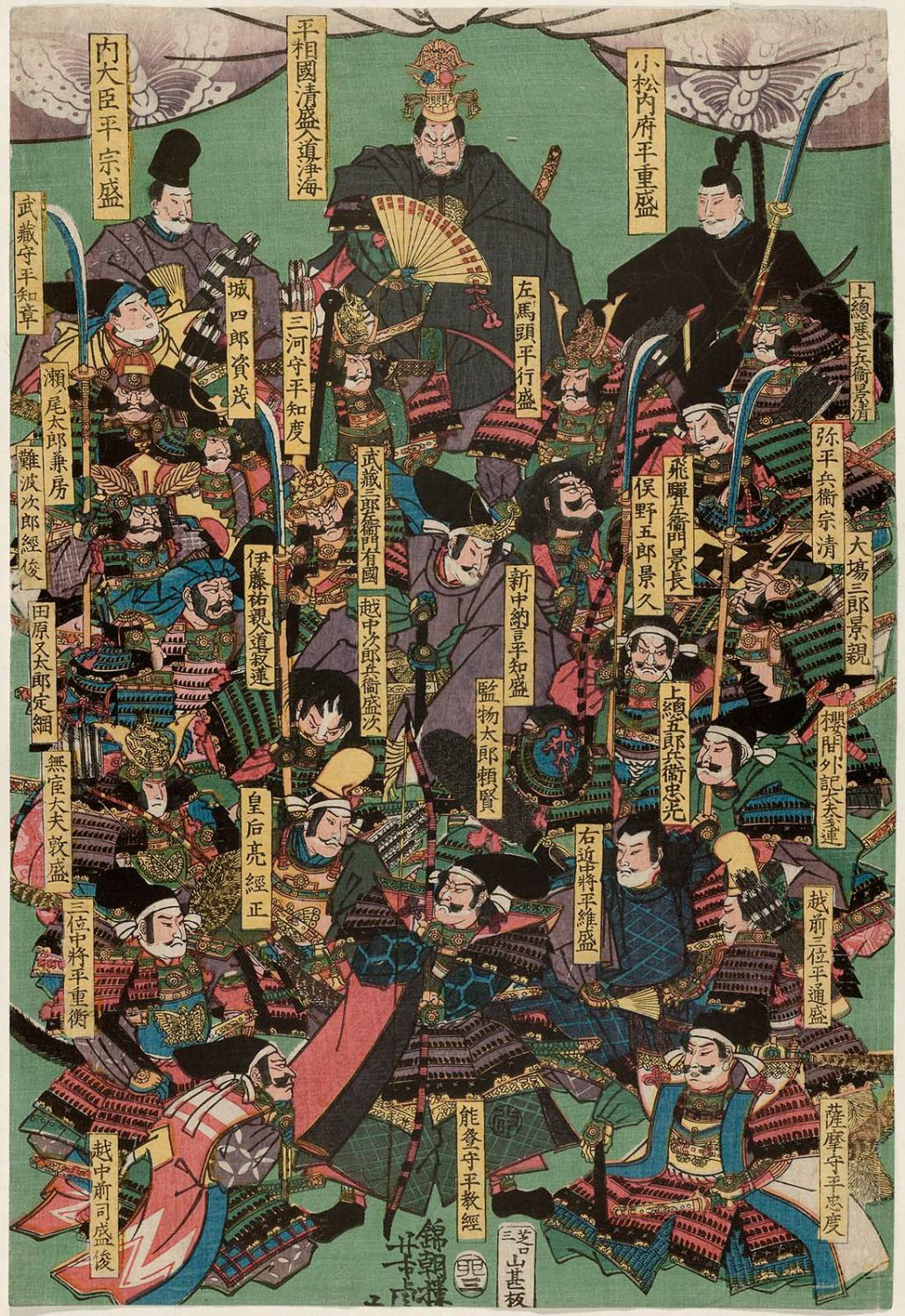
A Taira klán harcosai Utagawa Yoshitora

A Japán történelmi leírások alapján a Taira család elnevezés egy ajándék volt a császártól a Heian-korban (egy japán történelmi időszak, amely 794-től 1185-ig tartott). Ekkoriban Heiankjó volt a japán főváros, innen ered a korszak elnevezése is.  A Taira családnak a kitüntetésért cserébe azonban meg kellett gátolniuk a császári család volt tagjainak cselszövéseit, továbbá kötelességükké vált védelmezni az uralkodót. Gyakran hivatkoznak rájuk Heisi (平氏,Taira család) vagy Heike (平家, Taira Ház) néven is. Kanmu japán császár néhány unokája kapta meg először a Taira elnevezést körülbelül 825 táján.

### A Kanmu Heishi vérvonal

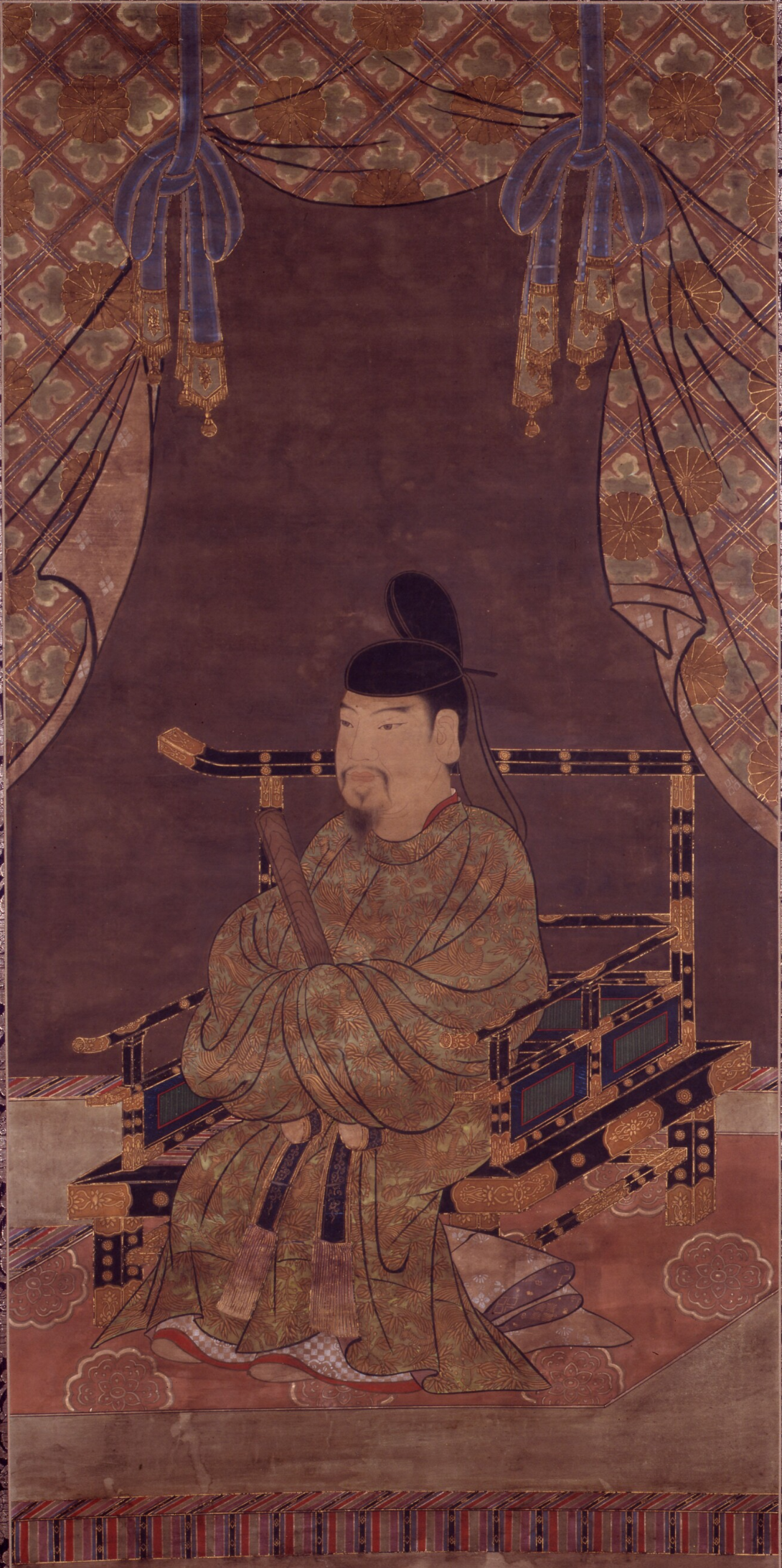
Kanmu császár

Kanmu császár (eredeti nevén Jamabe) volt az ötvenedik császár a hagyományos öröklődés szerint. Kanmu maga 781 és 806 között uralkodott. Ő volt a legidősebb fia Sirakabe hercegnek (később Konin császárként ismert), azonban eredetileg nem őt, hanem féltestvérét, Oszabe herceget akarták megválasztani apja halála után uralkodónak. Végül mégis Kanmu volt az, aki édesapjuk nyomdokaiba léphetett 781-ben. Nem sokkal ezt követően feleségül vette Oszabe húgát, Szakahito hercegnőt. Élete során összesen 32 fia és lánya született, bár nem mind a feleségétől.
Azon utódai, akik megkapták a Taira nevet (Kanmu Taira vagy Kanmu Heishi néven emlegették őket) a későbbi generációk kiváló harcosaivá váltak, mint például Taira no Maszakado, Tairo no Kijomori és (egy további családnév bővítéssel) a Hódzsó család.
A későbbiekben Ninmjó Császár, Montoku Császár és Koko Császár családtagjai hasonlóképpen megkapták ezt a vezetéknevet. Innentől kezdve ezen leszármazottakra a császár posztumusz neve és a Heisi elnevezés összekapcsolásával hivatkoztak, pl. Kanmu Heisi.
A Kanmu Heisi vonalat 889-ben fedezték fel Taira no Takamocsi által (az 50. Kanmu császár dédunokája, uralkodott 781–806) , aki bebizonyította, hogy ez a család volt az egyik legerősebb és legbefolyásosabb a kései Heian-korban.  Ekkoriban a klán egyik legkiemelkedőbb alakja Taira no Kijomori volt, aki megalapította az első szamuráj-uralkodó kormányt Japán történelmében.
Kanmu Heisi több neves családdal is rokonságban volt, többek között a Hódzsó, Csiba, Miura, Tadzsiri és Hatakejama családokkal.
A Hódzsó család kezében volt az örökletes úton kijelölt kormányzó ellenőrzési joga a Kamakura sógunátus idején (1203-1333). Ezen kívül elhíresültek a Zen buddhizmus terjesztéséről és a mongol hadjáratok idején képviselt szilárd védelmükről.
A  Csiba család a Taira család egyik ága volt, amely Csiba no Szuke-től eredeztethető, aki Taira no Tadacune fia volt. Ők kormányozták Simosza tartományt és róluk kapta a nevét a ma is létező Csiba városrész.
A Miura család eredetileg a Minamoto családból eredeztethető. Sokat ellenségeskedtek a Hódzsó családdal a kormányzati jogok miatt a 13. század közepén.
A Hatakejama család a Tairához hasonlóan egy szamuráj család volt. Eredetileg Taira no Takamocsitól eredeztethetően jött létre a Hatakejama ág.
Azonban nem csak egy Kanmu Heisi-ről beszélhetünk a Taira családdal kapcsolatban. Takamune-o (804-867), Kazurahara-Sinnó (786-853) legidősebb fia és Kanmu Császár unokája elnyerte a Taira no Aszon kabane címét 825-ben nemes viselkedésének és hűségének köszönhetően. Ez egy nagy presztízsű ősi japán cím volt, amelyre csak a legrátermettebbek és legkiválóbbak szolgálhattak rá. Nem egy konkrét megnevezést jelentett, elnyerői felvehették többek között saját családjuk legkiemelkedőbb alakjának a nevét. A Taira család esetében ekkoriban ez Kanmu Heisi neve volt. Mivel a család megnevezését a családfő nevéből kiindulva vezették le ekkoriban, így innentől két Kanmu Heisi család is létezett, az egyik Takamune, a másik pedig az unokaöccse, Takamocsi (Takami herceg fia) leszármazottaiból.

### A négy jelentős család
A Taira család volt az egyike azon négy jelentős családnak, melyek nagy hatást gyakoroltak Japán politikájára a Heian-kor (794–1185) idején. A másik három ilyen család a következő volt:
A Fudzsivara család a japán történelem egyik legkiemelkedőbb udvaronc dinasztiája volt. Elmondható, hogy az egész Heian-kor idején ők uralkodtak a császár nevében. Az ő családnevük is egy, a császártól kapott dicsőséget sugalló elnevezés volt (eredeti nevük Nakatomi). A nagy befolyásra úgynevezett házasságpolitikájukkal tettek szert, azaz a lányaikat rendszerint a császári család tagjaihoz adták hozzá.
A Tacsibana család jelentősége a bírói feladatkörükre vezethető vissza. Továbbá a Fudzsivara családhoz hasonlóan ők is igyekezték lányaikat a császári család tagjaival összeházasítani. Azonban a Fudzsivarvákkal ellentétben ez a módszer a Tacsibana család tagjainak nem megerősödést biztosított, hanem ellenkezőleg, szétszórta őket az országon belül. A szétszóródás következtében a várt eredmény ellenére elgyengültek és a bírói feladatkörük is a fővároson kívülre korlátozódott.
A Minamoto család a Tairákhoz hasonlóan egy jelentős szamuráj család volt, akik a katonai képességeikkel vívták ki maguknak a császár elismerését. A Taira és Minamoto családok között több ellentét is volt, amely háborúzásba torkollott.  Az egyik legismertebb Taira-Minamoto háború a Genpei-háború volt 1180-ban.

### A hogeni és a heidzsi lázadások
Taira no Tadamori (1096-1153), Taira no Maszamori fia egy kiemelkedő szamuráj volt ebben a korban, aki a Kebisi, az akkori japán császári rendőrség tagja is volt. Ezen kívül megválasztották a Harima, az Isze, a Bizen és a Tadzsima tartományok vezetőjévé is. Őt illeti az egyik mai napig nagyon híres templom, a Rengeó-in megépítésének dicsősége is, amely Kiotó-ban található. Emiatt az építkezés miatt kapta meg jutalmul a Tadzsima tartomány vezetői címét. Munkássága olyannyira lenyűgözte a császárt, hogy ő volt a legelső szamuráj, aki hivatalosan is a császárnak dolgozhatott. Ez az esemény természetesen növelte a Taira család befolyását.
Tadamori fia, Taira no Kijomori, szintén kiemelkedő személyiséggé vált a Heian-korban. Katonai vezetőként ő volt az első, aki megalapította az egyedülálló szamurájok által irányított kormányzati rendszert Japán történelmében. Élete során daidzsó daidzsin pozícióra emelkedett, miután nagy sikereket ért el a hogeni (1156) és a heiji (1160) csatározások  során. 

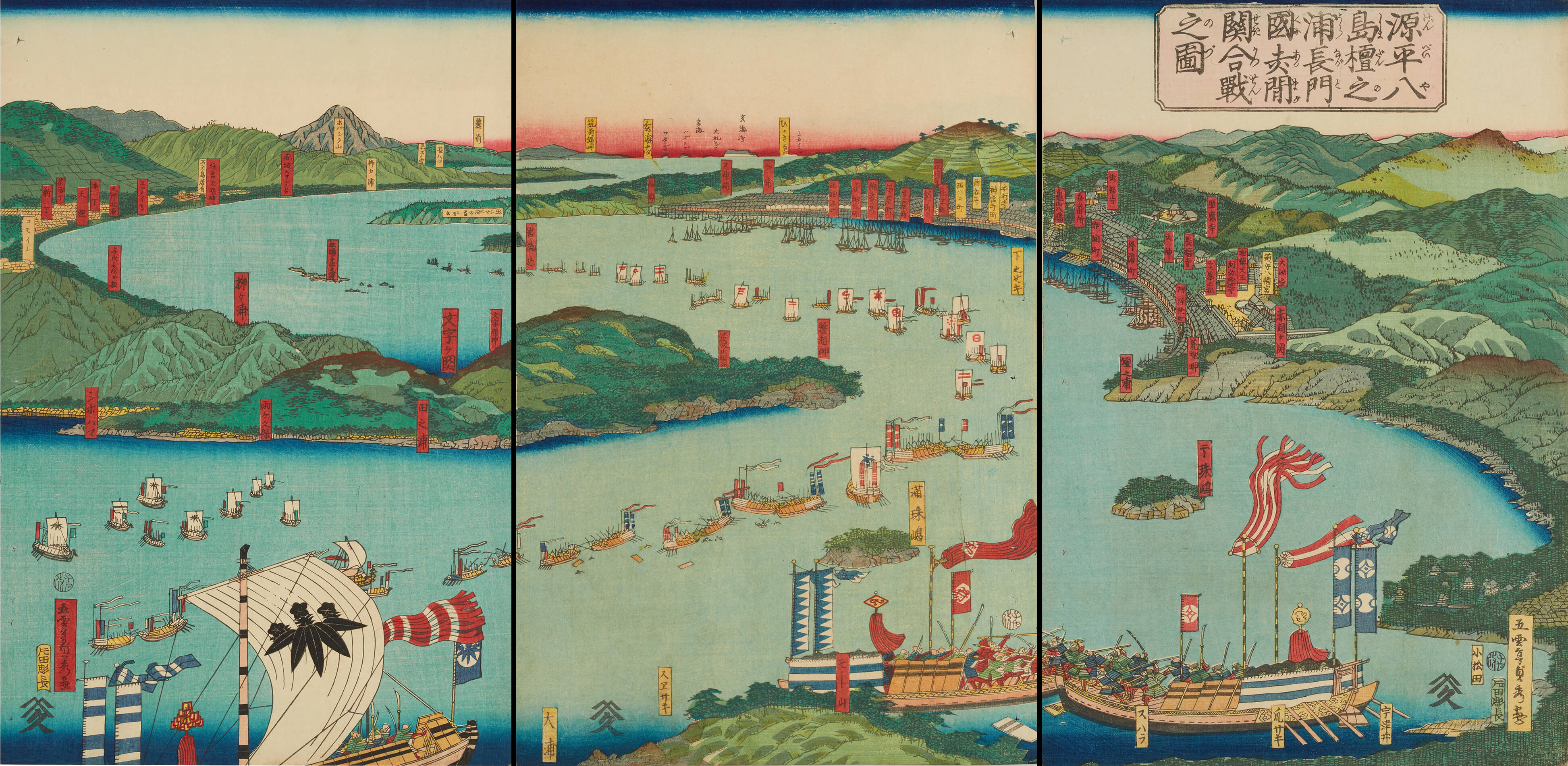
Hógen-lázadás

#### Hógen-lázadás
A hógen-lázadás(1156, július 28 - augusztus 16) egy rövid polgárháború volt, melynek célja a japán császári örökség kapcsán felmerülő viták és problémák megoldása volt. A viták nem csak az örökösödéssel kapcsolatban merültek fel, de probléma volt a Fudzsivara család túlnyomó hatalmával is, ami ekkorra egész Japánra kiterjedt. Habár a család elméleti síkon csak a császár régenseként működött, valójában teljhatalommal rendelkeztek a Heian-kor ezen időszakában.
A lázadás azonban váratlan következményekkel járt. Felmerült a kérdés, hogy melyik szamuráj klánra kellene bízni ezek után az ország felügyeletét és biztos alapokra helyezését. Ennek a láncreakciónak köszönhetően kialakult a későbbiekben az első hivatalosan is szamurájok által irányított kormány Japán történelmében.
A császári udvaron belül három jelentős személy között alakult ki a viszálykodás. A formális Toba császár és a szintén formális Szutoku császár az eredeti uralkodóra, Konoe császárra negatív hatással bíró eseménysorozatot indított el, a császár tudta nélkül.
Miután azonban Konoe császár meghalt 1155-ben Toba és Szutoku egymással kezdtek el vitázni, hogy ki kövesse az uralkodót a trónon. Végül Toba császárnak ítélték a címet, de uralkodása nem tartott sokáig. Nem sokkal ezt követően Go-Sirakava császárt választották meg uralkodónak, aki el is fogadta ezt a hivatalt. Szutoku és Toba értetlenséggel vegyes haraggal tekintett az újonnan felemelkedő császárra. 1156-ban végül Toba meghalt. Toba halála után az eddig hűséges emberek Go-Sirakava császár ellen fordultak és Szutoku-t kezdték el támogatni.
Ezt követően ez az ellentét csatározásba fordult, melyben a Fudzsivara, a Minamoto és a Taira család is részt vett. Mindegyik családból akadtak támogatók mindkét császár oldalán. Szutoku oldalán harcolt Taira no Tadamasza, az akkori Taira családi vezető, míg Taira no Kijomori Go-Sirakava oldalán ragadott fegyvert. Kijomori és Minamoto no Jositomo egy éjszakai rajtaütést terveztek Szutoku császár csapatai ellen, melynek során végezetül lángba borították az ellenséges erők táborait, ezzel győzelmet hozva Go-Sirakava császárnak.
Minamoto no Jositomo és Taira no Kijomori a csata után együttes erővel irányította mind politikai, mint katonai szempontból Kiotó-t. Azonban ezt nem sikerült rivalizálás nélkül megoldaniuk, így ennek, valamint a lázadásoknak eredményeképpen 1160-ban egy újabb lázadás tört ki Heidzsi-lázadás néven.

Nidzso császár menekülése a palotából

#### Heidzsi-lázadás
A Heidzsi lázadás egy rövid polgárháború volt Go-Sirakava császár szövetségesei között, akik 1159-ben küzdöttek a császár hatalmának stabilizálásáért és az akkori politikai viták megoldásáért. Feltehetőleg ez a hógen-lázadás következtében kialakult csatározás volt, azonban a hógen-lázadással ellentétben itt nem a klánok tagjai fordultak egymás ellen, hanem két, egymással rivalizáló család ragadott fegyvert. Ezt a lázadást egy szélesebb körű polgárháború előfutáraként is emlegetik.
Go-Sirakava császár visszalépett az uralkodói tisztségéből, de a trónt nem a leszármazottja kapta meg, pedig ő a legidősebb fiát választotta ki a poszt betöltésére. Ennek ellenére a trónt Nidzso császár foglalta el, azonban az összes ügyintézés továbbra is Go-Sirakava kezében maradt.
1159-ben Taira no Kijomori, a Taira család ekkori vezetője, valamint Nidzso császár támogatója személyes okokból elhagyta Kiotó-t a családjával. Ez remek alkalmat kínált ellenségeinek, Fudzsivara no Nobujori-nak és a Minamoto klánnak, hogy szembeszálljanak az uralkodóval és ezáltal a Taira családdal is.
Így az ellenséges csapatok elindultak és a gyújtogatásaik közepette elrabolták Nidzso és Go-Sirakava császárt is. Nidzso császárt házi őrizetbe vették és megölték a helytartóját, Fudzsivara no Micsinori-t. Nobujori önmagát császári kancellárnak nyilváníttatta és további politikai lépéseit kezdte tervezgetni.
A Minamoto család azonban nem volt felkészülve arra a retorzióra, amit Kijomori visszatérése jelentett, így a vezető visszaérkezése után nem tudták visszaverni a Tairákat. A visszatérést követően Minamoto tétovázni kezdett a Taira család erejét látván.
Kijomori látszólag békeajánlatokat próbált tenni Nobujorinak, valójában azonban ez egy csel volt. Hiszen amíg Nobujori az ajánlatokat fontolgatta, Go-Sirakava és Nidzso császár megszöktek Nobujori fogságából.
Kijomori rengeteg hála-ajándékot és hatalmas tiszteletet kapott a császártól azért cserébe, hogy szembeszállt Nobujorival és Jositomoval. Taira no Sigemori (Kijomori legidősebb fia) 3,000 lovas katonával  támadta meg a császári palotát ahol Nobujori és Jositomo tartózkodott. Nobujori azonnal elmenekült,  de legidősebb fia, Minamoto no Josihira harcba szállt Sigemorival és heves küzdelmet vívtak egymással. Végül Josihira elfogta Sigemorit és börtönbe záratta.
A Taira család visszavonult és a Minamoto család is elhagyta az uralkodói palotát. Egy különálló Taira csapat foglalta el végül a császári palotát és elvágták a Minamoto család menekülési útvonalát. A Minamoto család tagjai végül Rokuharában, Kijomori központjában kötöttek ki, ami szintén nagy csatározásokat váltott ki a rivális családok között,  de végül a Minamoto családnak sikerült elmenekülnie.

#### Taira no Kijomori

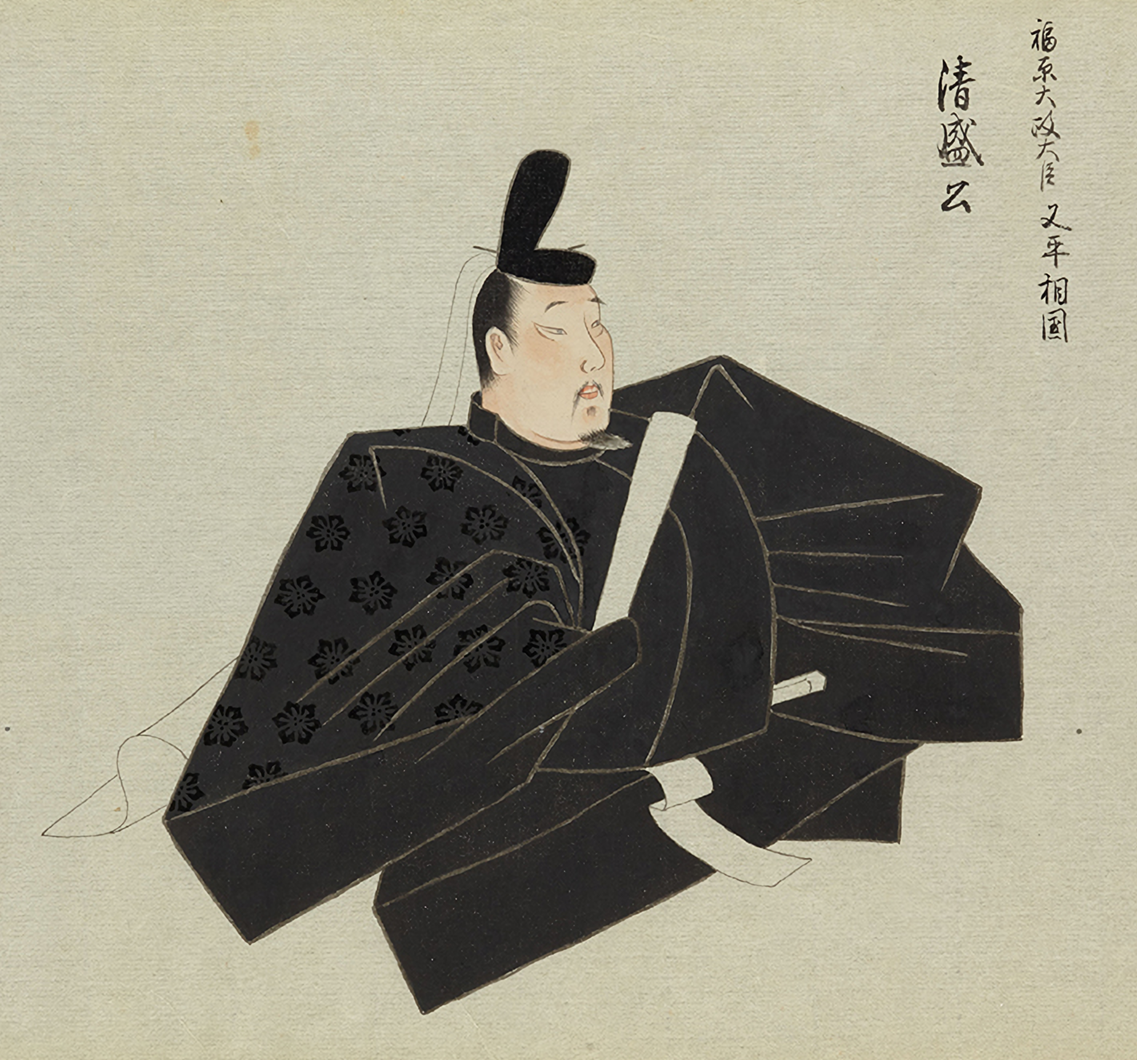
Taira no Kijomori

Kijomori az Isze tartományban született 1118-ban Taira no Tadamori első fiaként. Édesapja 1153-ban bekövetkező halála után ő vette át a Taira család vezetői szerepét, továbbá jelentős politikai tisztséget is kapott. Kijomori apja haláláig is részt vett a politikai életben, de csak jelentősen kisebb posztot betöltve. A Hógen-ben zajló lázadás leverése után az ő irányításával vált a Taira család az egyik legszámottevőbb szamurájcsaláddá Kiotóban. Azonban a hírnév sok keserűséggel is járt a család számára, hiszen többek között ekkoriban alakult ki az első jelentősebb rivalizálás a Minamoto családdal. Ez az ellentét a már említett heidzsi-lázadás során tettlegességbe is torkollott 1159-ben.
Tisztségének köszönhetően Kijomori jelentős befolyást szerzett a bíróság köreiben is, amelyet rendszerint ki is használt céljai elérése érdekében. Javarészt ennek köszönhetően kerülhetett be a kormányzat emberei közé is. Ez a befolyás 1167-ben látszott kiteljesedni, amikor Kijomori-t daidzsó daidzsinná választották, a szamuráj családok történetében először.
Ezt követően nem sokkal, a normákhoz igazodván lemondott a Taira család vezetői posztjáról, hogy presztízsét megőrizve maradhasson meg emberei és a riválisok emlékezetében. Ez biztosította számára az élete végig tartó tiszteletet és egyben megszabadította a vezetői feladatoktól is. Japánban ekkoriban ez a cselekedet szinte már hagyományossá vált a jelentősebb emberek köreiben. Azonban több udvaronc családból is felháborodást váltott ki ezen lépése.
Lemondása után nem sokkal, megszületett első fia, Antoku császár 1178-ban. A rákövetkező évben, 1179-ben Kijomori egy puccsot akart végrehajtani riválisaival szemben, hogy azok lemondjanak minden kormányzati posztjukról és elmeneküljenek. Miután a puccs sikeresnek bizonyult, Kijomori elkezdte betöltetni a megüresedett kormányzati tisztségeket saját embereivel, rokonaival és bebörtönözte Go-Sirakava császárt. Mivel így a császári hely is üressé vált, ő azonban nem akart ismét vezetői szerepbe kerülni, így elsőszülött fiát, Antoku-t választotta meg császárnak.

### A Genpei-háború és előzményei

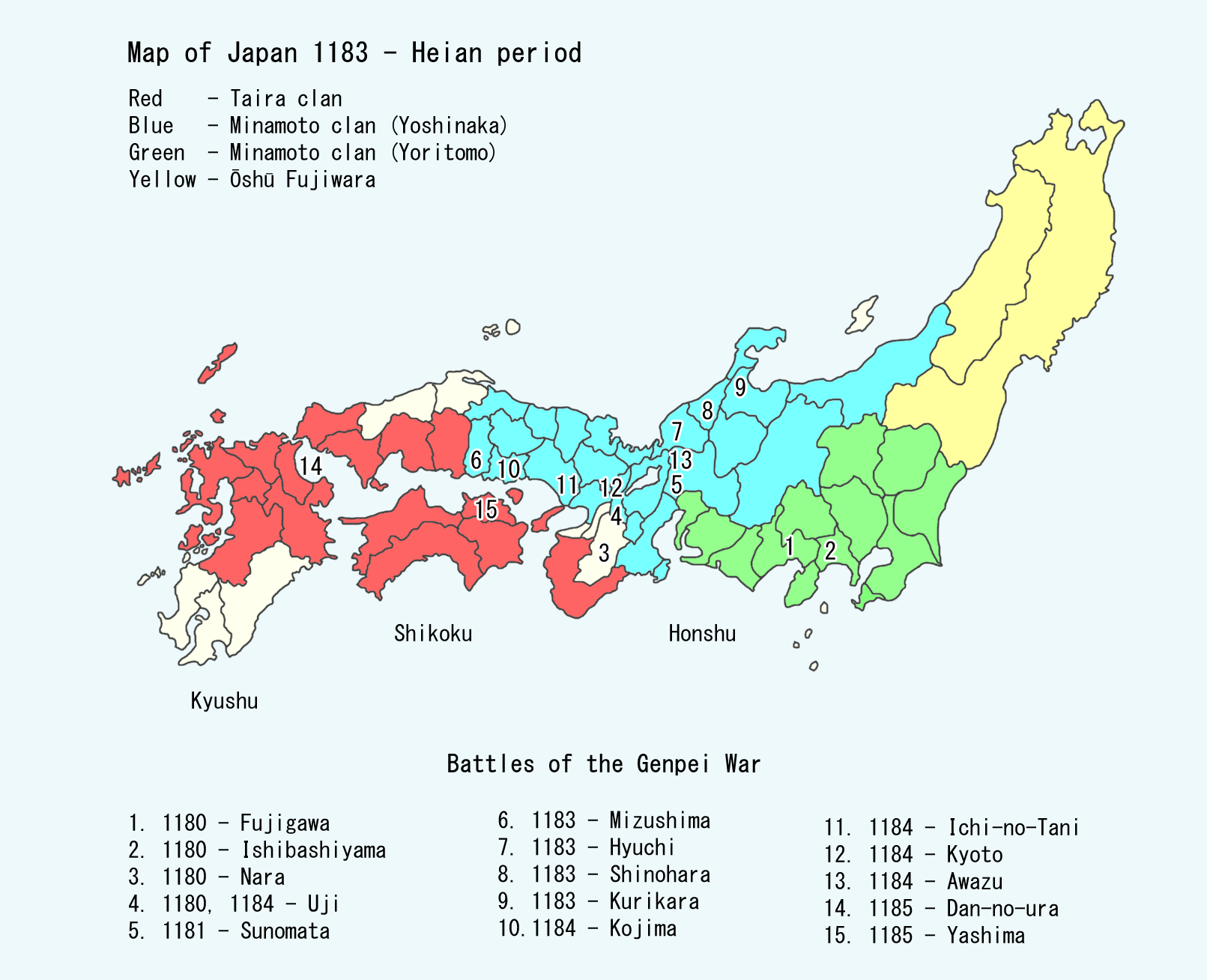
A japán Taira klán domainje (1183)

A Genpei-háború (1180–1185) egy konfliktuson alapuló csatározás volt a Taira és a Minamoto családok között a kései Heian-korban. Ez okozta a Taira család háttérbe szorulását és a Kamakura sógunátus megerősödését Minatomo no Joritomo által 1192-ben.
A Genpei elnevezés a Taira és a Minamoto klánok alternatív kandzsi olvasatából ered. A konfliktust Japánban Dzsisó-Dzsuei Háborúként (治承寿永の乱, Jisho-Juei no ran) is emlegetik, azután a két földrajzi hely után, ahol zajlott a csata.
A Tairák 1179-ben puccsot indítottak riválisaik ellen, valamint 1180-ban fegyvert fogtak a Minamoto család tagjaira. Az ezt követő Udzsi-csata Kiotón kívül zajlott, következménye pedig egy öt éven át tartó háborúskodás lett, amely a Minamoto család győzelmével fejeződött be a Dan-no-ura nevezetű tengeri csata során. 

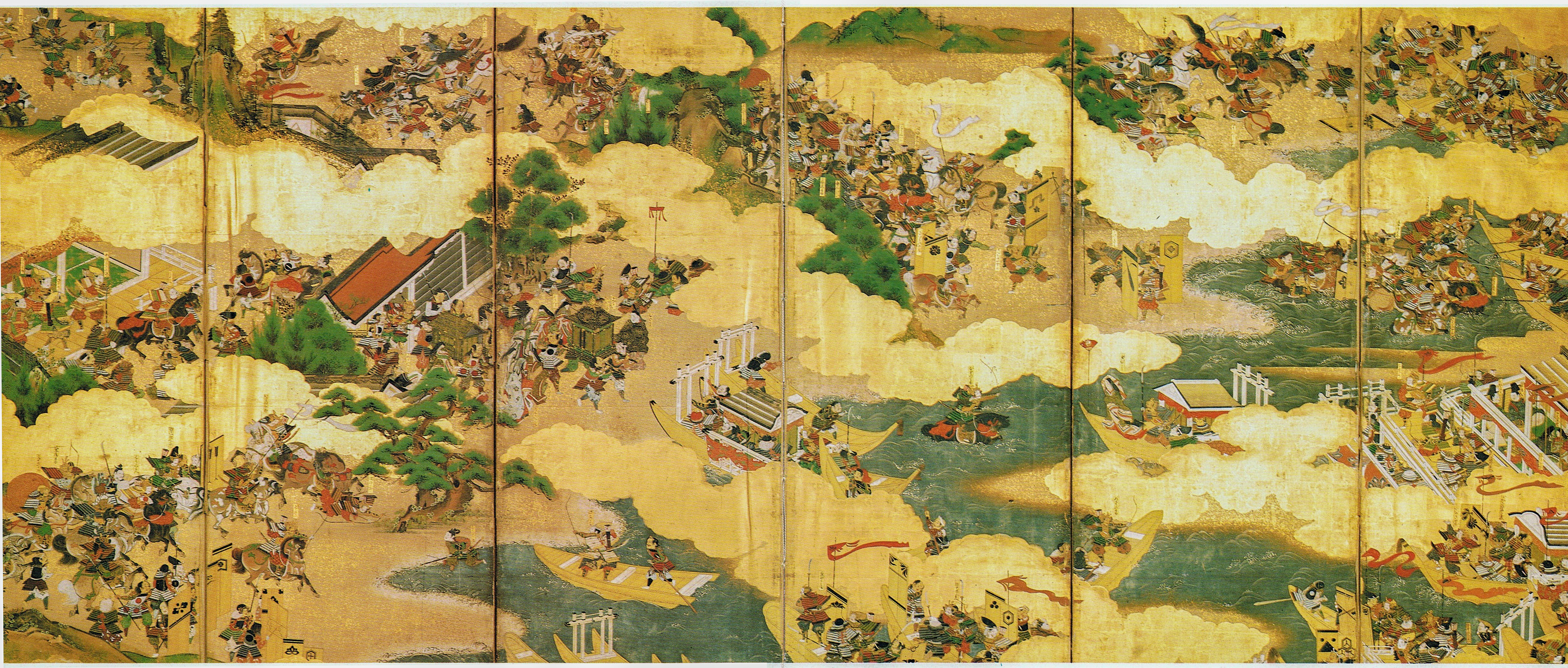
Jelenet a Genpei-háborúból

A Genpei-háború alapja egy régóta húzódó konfliktus kitörése volt a Minamoto és a Taira családok között. A klánok már több megmozdulás során is egymás ellen harcoltak, például a Hógen és a Heidzsi-lázadások alkalmával. A Minamotok azonban akkoriban elbuktak a Taira család fegyvereseivel szemben.
Taira no Kijomori a még csecsemőkorban lévő fiát, Antoku-t tette meg császárrá 1180-ban. Ez hatalmas felháborodást váltott ki, nem csupán a Minamoto család, de egész Japán szerte is. Elmondható, hogy az alapkonfliktuson kívül ez volt az egyik legfőbb kiváltó indoka a Genpei-háborúnak, vagy más néven a Taira-Minamoto háborúnak.
Go-Sirakava volt császár fia, Mocsihito herceg sértett és trónfosztott állapotában Minamoto no Jiromasza segítségét kérte és májusban fegyveres felhívást intézett az egész Minamoto családhoz, valamint néhány buddhista kolostorhoz. A Minamoto győzelmet azonban végül mégsem Jiromasza érte el, ugyanis ő még a korai csatározások során meghalt.
1180 júniusában Kijomori átszervezte a császári székhelyet Fukuhara-kjó-ba, hogy minél inkább a felügyelete alatt tarthassa az uralkodói családot és a befolyásos embereket. A Minamoto család gyűlölete ezáltal egyre csak fokozódni látszott, és a támadás már biztossá vált. Azonban mivel a csatározásra való felhívás név nélkül érkezett, így nem tudták ki küldhette, és Mocsihito herceg ellen üldözéseket indítottak. Mocsihito nem árulta el, hogy ő áll a felhívás mögött, ezért inkább menedéket keresett a Mí-dera templomban, ahol a szerzetesek, balszerencséjére nem tudták gondját viselni, így végül tovább kellett állnia.  Nem sokkal ezt követően a Taira csapatok fogták el Kiotón kívül. Ilyen drámai körülmények között indult el az első csata a háborún belül az Udzsi-folyón átívelő hídon. Ez a kisebb harc végül Jorimasza rituális öngyilkosságával végződött, majd nem sokkal később Mocsihito-t is kivégezték.
Jorimasza halála után Minamoto no Joritomo vette át a vezetői szerepet és azonnal el is kezdett országszerte szövetségeseket keresni. Több kisebb ütközet is volt ezek után, de a jelentősebb harcok 1181-ben folytatódtak. Ugyanebben az évben Taira no Kijomori egy betegség következtében meghalt, valamint ekkoriban kezdődött el a nagy éhínségek időszaka is Japánban, amely a következő években is elkísérte a társadalmat és még inkább nehézzé tette a csatározásokat. A Tairák mégis lépni akartak, így megtámadták Minamoto no Josinakát, Joritomo unokatestvérét. A csata ezen része azonban végül két évre abbamaradt és csak 1183-ban folytatódott.
1183-ban a Kurikara-csata Taira veszteséggel végződött, amely olyan súlyos  volt, hogy pár hónappal később Kiotó-t is ostromolni kezdhette északról a Minamoto család Josinaka vezetésével, Jukie pedig kelet felől segített nekik. A Minamoto vezetők úgy látták, hogy a Taira család nem ellenkezik Kiotó bevételével szemben, így menekülésre késztették őket a városból. Taira no Munemori nyugat irányba vezette a családot, azonban azzal nem számolt, hogy eközben Go-Sirakava megbízza Josinakát, hogy Jukie-vel együtt semmisítse meg a Taira hadsereget.
Így Josinaka és Jukie összefogtak a saját érdekükben, hogy északra tehessék át a császári székhelyet és a bíróságot is a Tairák leverésével. Azonban hamar kiderült, hogy Jukie és Josinaka nem képesek együtt dolgozni a cél érdekében, így 1184-ben Josinaka magára vállalta Kiotó vezetését és őrizetbe vette az uralkodót. Minamoto no Josicune és testvére, Norijori nem értettek egyet Josinaka cselekedeteivel, így fellázadtak ellene és harcba bonyolódtak az Udzsi-hídon, melynek következményeképp Josicune legyőzte őt és megölték mielőtt elmenekülhetett volna.
Miután az egységes Minamoto erők elhagyták Kiotót, a Tairák megkezdték a tengeri csapataik és bázisaik megerősítését. A császár eközben számtalan üzenetet küldött nekik, melyben feladásra és lemondásra késztette őket, amiért cserébe a Minamotok elfogadnák a fegyverszünetet. A császár érdekeit tekintve ez nagyon hasznos lett volna neki, ugyanis eltörölhette volna az eddigi szamurájok által vezetett kormányt, melynek élén a Taira család állt.
A Minamoto család Josicune és Norijori vezetésével támadást indított a Tairák ellen, amely harc az Icsi-no-Tani nevet kapta. A legjelentősebb Taira tábort vették be először Honsúban, azonban a Tairák nem támadtak, hanem visszahúzódtak Jasimába. Ezután egy hat hónapig tartó szünet következett, amelyben a Minamotok továbbra is szervezkedtek a Tairák ellen, de nem számoltak azzal, hogy a Taira család sokkal jelentősebb hadi tengerészeti eszközökkel rendelkezik.
Csaknem egy évvel az Icsi-no-Tani után Jasima is ostrom alá került. A Tairák nem voltak képesek felvenni a küzdelmet a Minamotokkal a szárazföldön, így a hajóik felé terelték őket. Azonban a Minamotok számítottak erre és csellel bevették a Tairákat, akik ezután kénytelenek voltak elmenekülni.
A Genpei-háború egy hónappal ezek után ért véget a Dan-no-Ura nevű csatában, amely mai napig az egyik leghíresebb ütközet Japánban. Mivel ez egy tengeren zajló csata volt, így az árapályok jelentős szerepet játszottak a csata végkimenetelét illetően. Kezdetben a természeti jelenségek a Taira családnak kedveztek, akik egyébként is felkészültebbek és felszereltebbek voltak a Minamoto családnál a tengeri csaták terén. A Minamoto család legnagyobb előnyét Tagucsi jelentette, aki egy Sikoku harcos, eredetileg a Taira család oldalán, azonban átállt a Minamotok mellé a csata felénél. A Taira család nemesei közül rengetegen életüket vesztették, többek között Antoku császár és Taira no Kijomori özvegye is.
A Taira család vereségével véget ért a család politikai és katonai dominanciája. 1185-ben Go-Sirakava kinevezte Minamoto no Joritomot a vezetővé, innentől Joritomo vetette ki az adókat és ő gondoskodott az ország rendőrségi hálózatáról is. 1192-ben, Go-Sirakava halálát követően Joritomo megkapta a Szei Tai Sógun császári bizottság vezetői jogát is. Ez volt a feudális állam kezdete Japánban, amelyben a valódi hatalom Kamakurában központosult, azonban Kiotó továbbra is a nemzeti ünnepségek és rituálék székhelye maradt. Ezt a történetet le is jegyezték egy korai japán eposzban, a Heike Monogatari-ban.

#### Antoku császár

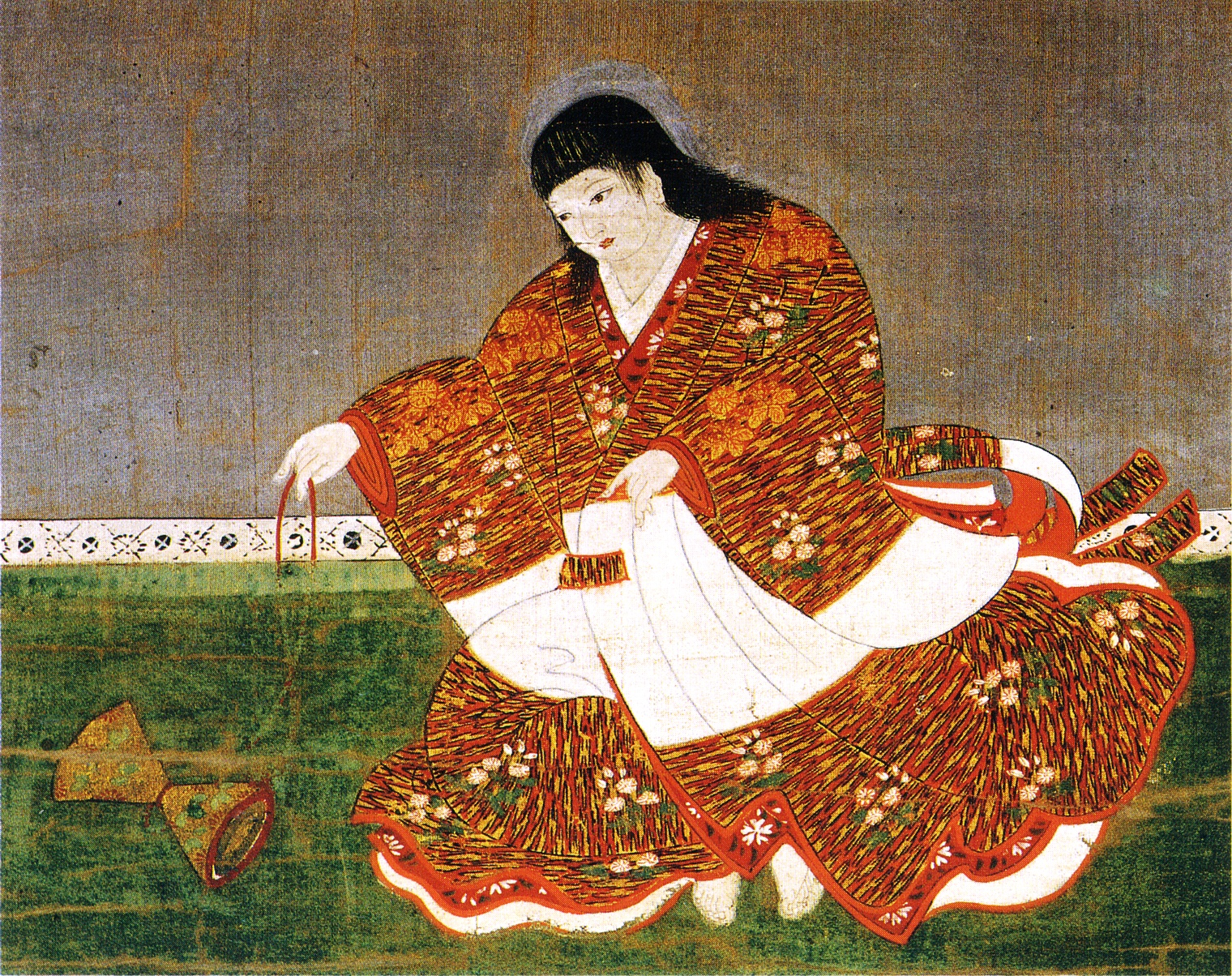
Antoku császár

Antoku császár (December 22, 1178-April 25, 1185) a 81. császár volt Japánban a hagyományos öröklési rendszer alapján. Az uralkodása 1180-tól 1185-ig tartott. Ez egy nagyon konfliktussal teli, viszályos időszak volt, amelyet csak még súlyosabbá tett azaz esemény, mikor Kijomori 1180-ban a még csecsemőkorban lévő Antoku-t tette meg uralkodóvá. Antoku életét és uralkodását is a Taira-Minamoto háború és annak következményei határozták meg, habár kérdéses hogy gyermekként ő ebből mennyit tudott érzékelni. Végül a saját nagymamája, Taira no Tokiko vette el életét a legutolsó, Dan-no-Ura csata során, amikor is úgy döntött, hogy inkább vízbe fojtja unokáját ahelyett, hogy az ellenséges csapatoknak adja át kiszolgáltatott helyzetében, miután már semmi esélyük nem volt a győzelemre.